# Grace Blakeley
Grace Blakeley (Basingstoke, 26 juni 1993) is een Brits economisch en politiek commentator, columnist, journalist en schrijfster. Blakely werkte voor de progressieve denktank Institute for Public Policy Research en ontpopte zich in de media tot een verdediger van Jeremy Corbyn en de linkerzijde van de Labour Party. In 2019 schreef ze voor de New Statesman en sinds 2020 schrijft ze voor het linkse magazine Tribune. Ze schreef de boeken Stolen: How to Save the World From Financialisation (2019), The Corona Crash: How the Pandemic Will Change Capitalism (2020) en Vulture Capitalism: Corporate Crimes, Backdoor Bailouts, and the Death of Freedom (2024). Blakeley is een democratisch socialist.